# Алтынбаев, Мырзагалий
Мырзагалий Алтынбаев (1898 год — 1988 год) — старший чабан колхоза имени Амангельды Иманова Амангельдинского района Кустанайской области, Казахская ССР. Герой Социалистического Труда (1948).

## Биография
Трудился чабаном, старшим чабаном в колхозе имени Амангельды Иманова Амангельдинского района.
В сложных зимних условиях 1947—1948 гг. сохранил поголовье отары и получил высокий приплод ягнят. Указом Президиума Верховного Совета СССР от 23 июля 1948 года за получение высокой продуктивности животноводства в 1947 году при выполнении колхозом обязательных поставок сельскохозяйственных продуктов и плана развития животноводства удостоен звания Героя Социалистического Труда с вручением ордена Ленина и золотой медали «Серп и Молот».
Скончался в 1988 году.